# Potsdamer Bahnhof

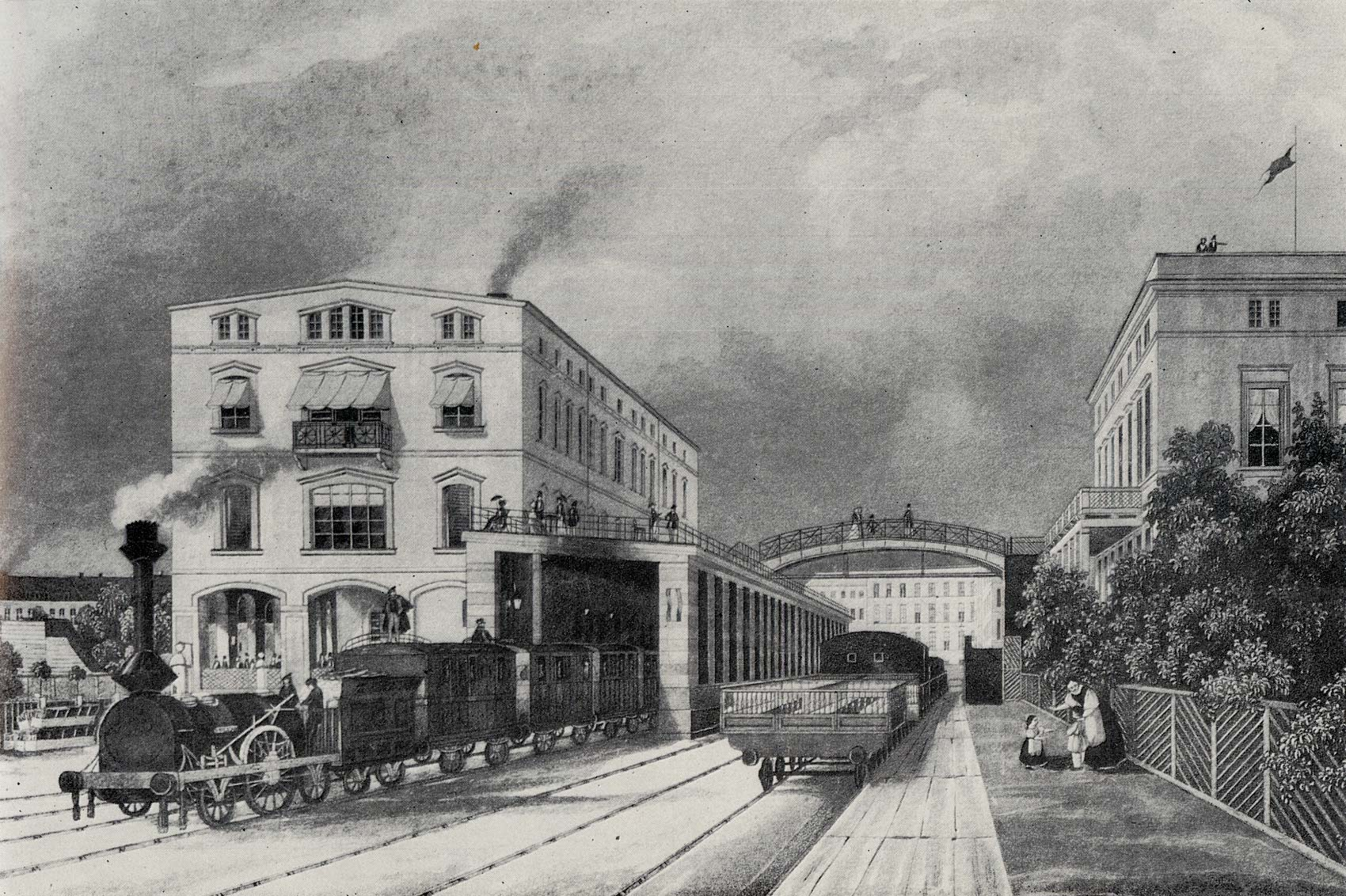
Stålstick föreställande Potsdamer Bahnhof från 1843

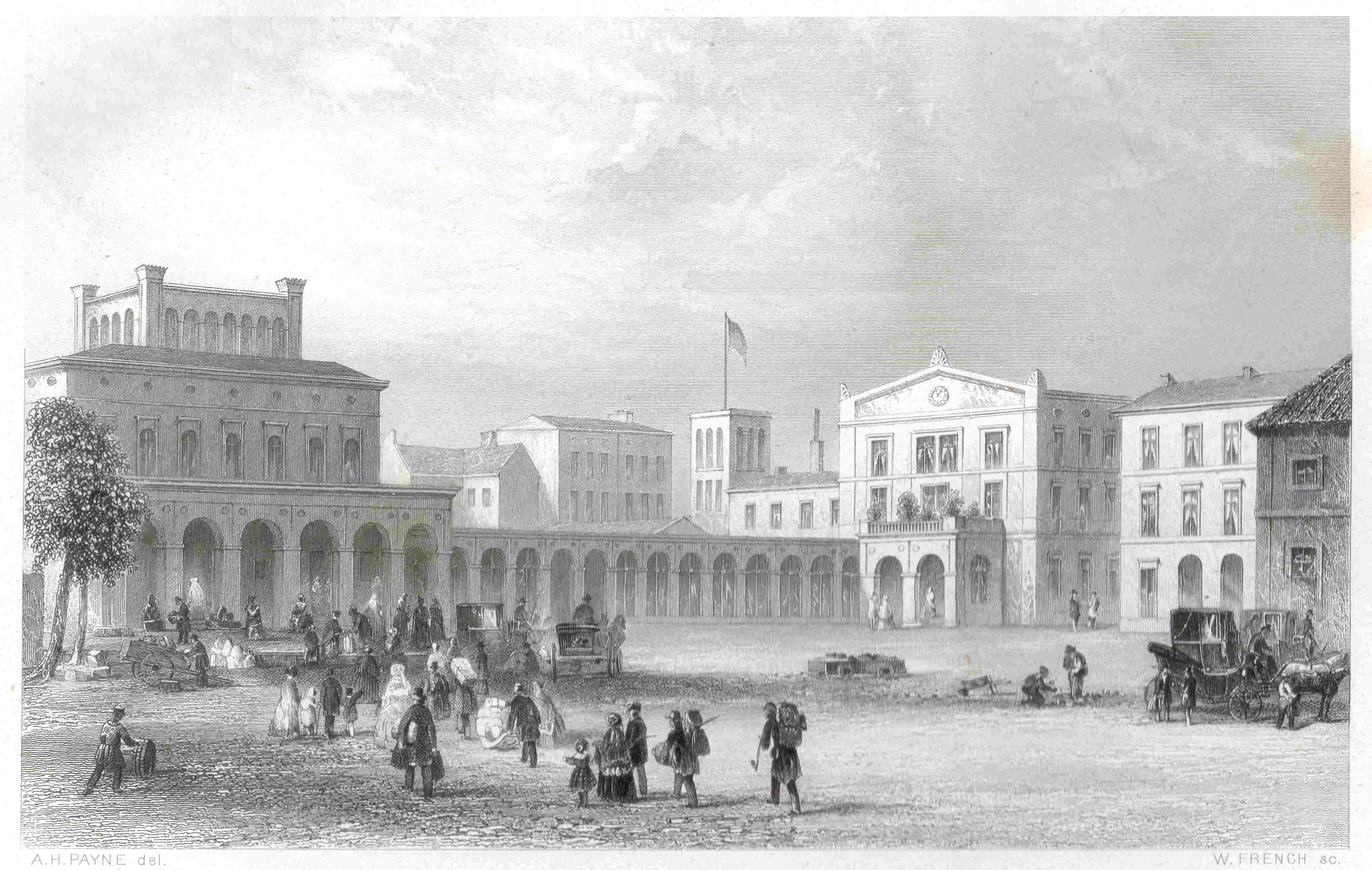
Potsdamer Bahnhof runt 1850

Potsdamer Bahnhof var en mindre järnvägsstation i Berlin som låg nära Anhalter Bahnhof. Idag finns nya Bahnhof Potsdamer Platz några hundra meter norr om den gamla stationen som idag är riven.